# Димитър Ганчев (интернет пионер)
Вижте пояснителната страница за други личности с името Димитър Ганчев.
Димитър Марков Ганчев е един от Интернет-пионерите в България.

## Биография
Роден е на 7 август 1971 г. Син е на писателя Марко Ганчев. Завършва Националната природо-математическа гимназия, носител е на отличия от олимпиади и от ТНТМ.
Участник в осъществяването на демократичните промени в България чрез Федерацията на независимите студентски дружества (ФНСД).
Бил е системен оператор на един от първите BBS-и в България – BBS (от Bulletin Board System) бяха единственият начин за достъп до предшественика на Интернет – световната мрежа ФайдоНет.
Работил е по осигуряване сигурността на мрежите и комуникациите на МВР.
До юни 2008 г. е съсобственик и управител на Интернет-доставчика BOL.BG, основан през 1993 г. като втория в страната и първи в София Интернет-оператор.
От 2002 до 2012 г. е член на Съвета по информационни технологии и на Комитета по номинациите за наградата „Джон Атанасов“ към Президента на Републиката.
Заместник-председател на Управителния съвет на Интернет общество - България.